# Tramlijn 7 (Gent)

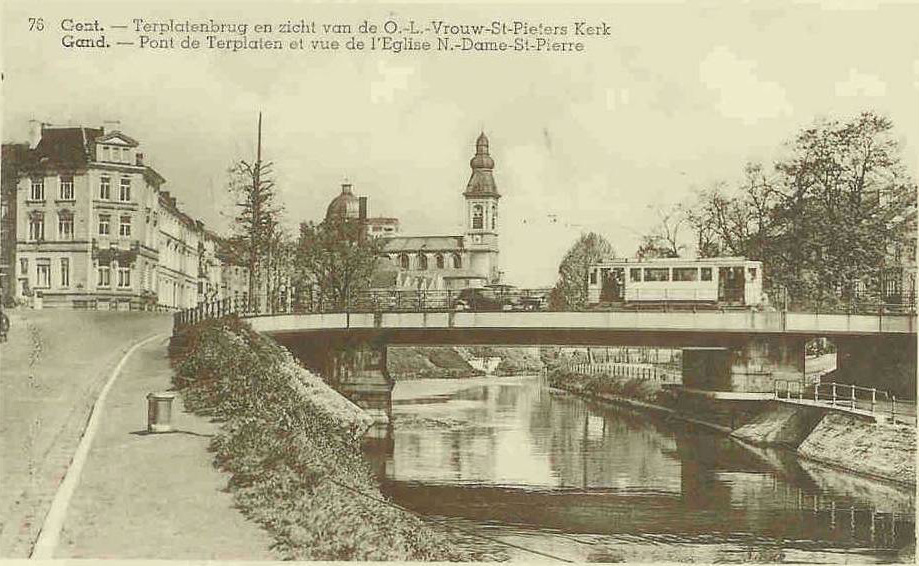
Tram 7 op de Terplatenbrug

Tramlijn 7 is een historische en ook een toekomstige tramlijn in Gent, langs de twee hoofdstations. Er reden trams van 1913 tot 1964, daarna bussen.

## Geschiedenis
Vanaf 13 maart 1913 verbond tram 7 de Stapelplaats aan het Handelsdok met de Sterre. Het oorspronkelijke traject verliep als volgt: Stapelhuizen - Ham - Kongostraat - Minnemeersbrug -Bibliotheekstraat - Sint-Jacobs - Keizer Karelstraat – Sint-Annaplein - Statiestraat (nu Zuidstationstraat) – Dierentuinlaan (nu Rooseveltlaan) – Tentoonstellingslaan – Ter Platenbrug - Citadellaan – Heuvelpoort – Hofbouwlaan (Citadelpark) - Parklaan - Sint-Pietersstation – Kortrijksesteenweg - De Sterre.
In april 1922 werd het gedeelte van het station naar de Sterre overgenomen door lijn 8.
Op 16 juli 1922 werden de noordelijke takken van de lijnen 5 en 7 verwisseld: lijn 5 reed dan naar de Stapelplaats aan het Handelsdok en lijn 7 naar Sint-Amandsberg. Tram 7 verbond toen Sint-Amandsberg met de drie stations Dampoort, Gent-Zuid en Gent-Sint-Pieters. De eindhalte in Sint-Amandsberg bevond zich aan de kruising van de Antwerpsesteenweg met de Verkortingsstraat.
Vanaf 1932 reed de tram via de Grondwetlaan en de Hogeweg tot onder het spoorwegviaduct van de spoorweg Gent-Antwerpen aan de Motorstraat. De eindhalte kreeg de naam "Darsen".
Het traject kende veel problemen door de aanwezigheid van de Lousbergsbrug. De brug werd vaak geopend voor de scheepvaart, waardoor de tram al snel vertraging opliep. Daarenboven had de brug voortdurend te kampen met defecten. Tijdens de Tweede Wereldoorlog werd ze op de koop toe twee keer opgeblazen. Een nieuwe brug werd zonder tramsporen in november 1963 aangelegd. Het traject via de Kasteellaan werd dus verlaten. De tram reed naar de Dampoort via de Keizer Karelstraat, de Steendam en de Dampoortstraat op de sporen van lijn 3 en lijn 5.
Lijn 7 werd op 1 juli 1964 opgedoekt en vervangen door een busdienst die nu beter bekend is als lijnen 70/71/72/76/77/78. De lijnen doen bijna dezelfde rit als de oude tramlijn 7. Het huidige traject gaat als volgt: de lijnen 70/71/72 komende van Zwijnaarde en lijnen 76/77/78 komende van Sint-Denijs-Westrem komen samen aan de Sterre en gaan van daar via de Voskenslaan verder naar Gent-Sint-Pieters. Dan rijden ze via de Heuvelpoort naar Gent Zuid (vroeger het Zuidstation). Vervolgens gaan ze via het oude traject langs de Lousbergsbrug en de Kasteellaan naar Dampoort, waarna de lijnen 70/71/72 en 76/77/78 in Sint-Amandsberg opsplitsen: de lijnen 70/71/72 rijden via de Grondwetlaan en Sint-Bernadettestraat naar Oostakker, terwijl de lijnen 76/77/78 via de Antwerpsesteenweg naar Lochristi rijden.

## Nieuwe tramlijn 7
In 2021 bevestigde de Vlaamse overheid dat ze doorgaat met het project om opnieuw een tramlijn 7 aan te leggen, ter vervanging van de buslijnenbundel 70, tussen de twee stations Gent-Dampoort en Gent-Sint-Pieters en verder naar Sint-Denijs-Westrem (Parkbos). De nieuwe tramverbinding krijgt een totale lengte van 10 km, waarvan 7 km nieuw en 3 km gedeeld met tramlijn 1. 
Een grote ingreep wordt het kruisen van de Gentse stadsring R40 ter hoogte van de Heuvelpoort; onder dat kruispunt zal een tunnel komen voor het autoverkeer van de stadsring (R40). Daar vlakbij komt de tramlijn op een nieuw autovrij Museumplein op de plaats van de Fernand Scribedreef, de ene rijhelft aan het begin van de N60.
Het plan maakt deel uit van de toekomstvisie Pegasusplan.